# Berteroda
Berteroda ist ein Stadtteil der Wartburgstadt Eisenach im Wartburgkreis in Thüringen.

## Geografie
Der Ort Berteroda liegt etwa sieben Kilometer nordöstlich von Eisenach, 300 Meter über Meeresspiegelhöhe. Die Siedlung erstreckt sich, noch heute gut erkennbar, als Straßendorf in zwei Zeilen nördlich und südlich der Böber. Dieser Bach entspringt 900 Meter westlich von Berteroda in einer sumpfigen Wiese des Nachbarortes Neukirchen und mündet in der Ortslage von Großenlupnitz in die Nesse. Katzenbach und Lutzenborn sind Quellbäche, die in der Berterodaer Struth, etwa 400 Meter nördlich des Ortes, entspringen, einen Teich am östlichen Ortsrand speisen und dann in die Böber einmünden.
Der Krummbach entspringt in der Flur östlich von Neukirchen und schneidet die Berterodaer Gemarkung 500 Meter südlich des Ortes.
Höchste Erhebungen des Ortes sind der Reinberg im Osten der Gemarkung (345 m) und die bewaldete Struth im Norden (346 m). Der Mittelrücken (297 m) markiert die Südgrenze der Gemarkung.
Die geographische Höhe des Ortes beträgt 292 m ü. NN. Die Gesamtfläche der Gemarkung beträgt 3,54 km². Die geographische Höhe des Ortes beträgt 292 m ü. NN.
|            | Bischofroda                                 | Berka vor dem Hainich |
| Neukirchen | Kompassrose, die auf Nachbargemeinden zeigt |                       |
|            | Hötzelsroda                                 | Bolleroda             |

## Geschichte
Nahe einer bereits aus frühgeschichtlicher Zeit belegten Siedlung am Südrand der Struth entstand etwa zeitgleich mit anderen Orten (Bolleroda, Ettenrode, Hahnerode, Hötzelsroda u. a.) um 800 der Ort Berteroda am Oberlauf der Böber.
Die Bedeutung des Ortsnamens Berteroda wird abgeleitet von einer Siedlung eines Bert, Berwart oder Berthold, der diesen Teil des einstigen Urwaldgebietes durch Rodung nutzbar machte. Eine erste urkundliche Erwähnung Berterodas erfolgte wahrscheinlich am 27. März 948. In einer Urkunde bestätigt König Otto I. dem Kloster Hersfeld den Tausch von Besitzungen in Franken und Thüringen.
Die in der Ortslage befindliche „Tausendjährige Eiche“ wird als ein überlieferter Thingplatz und Gerichtsort erwähnt. Sie steht nur wenige Meter vom Berterodaer Schloss entfernt.
1170 übergab ein „Poppo de Sonneborn“ das Gut Bernwarterode an das Kloster Fulda.
Der Ort gehörte zum Amt Creuzburg in der Landgrafschaft Thüringen. Da Berteroda keine Kirche besaß, war der Ort nach Neukirchen eingepfarrt. Um 1452 erwarb die aus dem nahen Mihla stammende Adelsfamilie von Harstall das Gut Berteroda. Zu dieser Zeit lebten nur noch wenige Bauern im Dorf, es wird 1463 als Wüstung im Teilbesitz der Herren von Wangenheim gemeldet. Durch Zuzug aus den Nachbarorten erfolgte rasch ein Wiederaufbau des Ortes. Dies geschah auch nach dem Dreißigjährigen Krieg.
Den einst wehrhaften Eindruck des Schlosses belegen in der Mauer erkennbare Schlüsselscharten. Die hohe Umfassungsmauer, die das Schloss einst umgab, ist wegen der erforderlichen Durchfahrten und bei Bauarbeiten schon im 19. Jahrhundert abgebrochen worden. Mit dem Aussterben verschiedener Linien der harstallschen Gutsbesitzer wurde 1865 das Schloss und der Gutshof an die Berterodaer Bauern verkauft, die den Landbesitz unter sich aufteilten. Das Schloss selbst war später Schule und Gastwirtschaft, jetzt ein Wohnhaus. Zeitweise waren auch die Amtsräume der Gemeinde dort untergebracht, es wurde im Inneren mehrfach umgebaut.

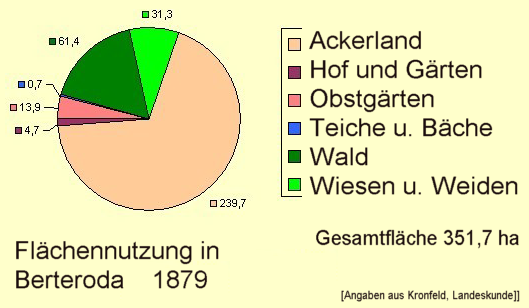
Übersicht zur landwirtschaftlichen Flächennutzung im 19. Jahrhundert

In einer statistischen Ortsbeschreibung von 1879 wurden folgende Angaben, basierend auf der Volkszählung von 1875 zum Ort Berteroda gemacht. Berteroda hatte in diesem Jahr 20 Wohnhäuser mit 128 Einwohnern. Die Größe der Flur betrug 351,8 ha davon Höfe und Gärten 4,7 ha, Wiesen 31,2 ha, Ackerfläche 239,7 ha. Wald 61,4 ha, Teiche, Bäche und Flüsse 0,7 ha, auf Wege, Triften, Ödland und Obstbauplantagen entfielen 13,9 ha. Der Viehbestand: 37 Pferde, 94 Rinder, 466 Schafe, 77 Schweine und 23 Ziegen und 21 Bienenstöcke.
Zu dieser Zeit war der Nachbarort Neukirchen noch eine sachsen-gothaische Enklave. Am 27. Juni 1866 trafen preußische und königlich hannoversche Truppen in der Schlacht bei Langensalza aufeinander. Die preußischen Truppen waren in den Tagen zuvor auch über Neukirchen und Berteroda über den Hainich vorgerückt. Bereits am 24. Juni war der hannoversche Offizier Ernst v. Linsingen am Weg nach Berteroda gefallen, als er bei einem Aufklärungsritt von einem Trupp preußischer Husaren gestellt wurde. An diesen Vorfall erinnert ein gusseisernes Gedenkkreuz am Straßenrand vor Neukirchen.
In der DDR-Zeit stagnierte die Entwicklung des Ortes. Ein wichtiger Grund dafür mag die Nähe zum benachbarten ehemaligen Panzerschießplatz und Truppenübungsplatz Kindel der GSSD gewesen sein. Mit der Wende wurde dieses riesige Areal am Südrand des Hainich zum Nationalpark Hainich umgestaltet.
Am 1. Juli 1994 erfolgte die Eingemeindung des Ortes in die Wartburgstadt Eisenach.

## Sehenswürdigkeiten
- Schloss Berteroda, mit Resten der ehemaligen Gutsanlage
- Dicke Eiche mit einem Brusthöhenumfang von 10,06 m (2013).[12]
- Gedenkstein für die Gefallenen der Weltkriege

## Impressionen

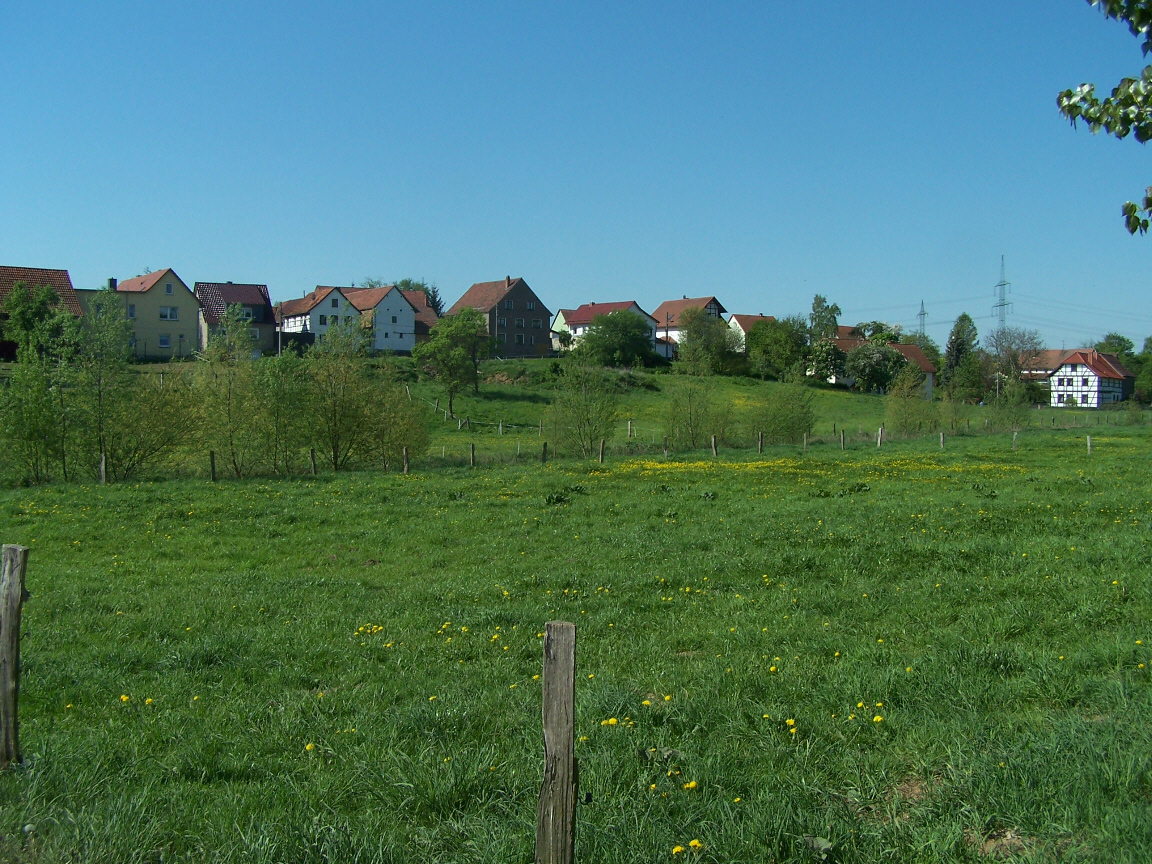
Der südliche Teil des Ortes
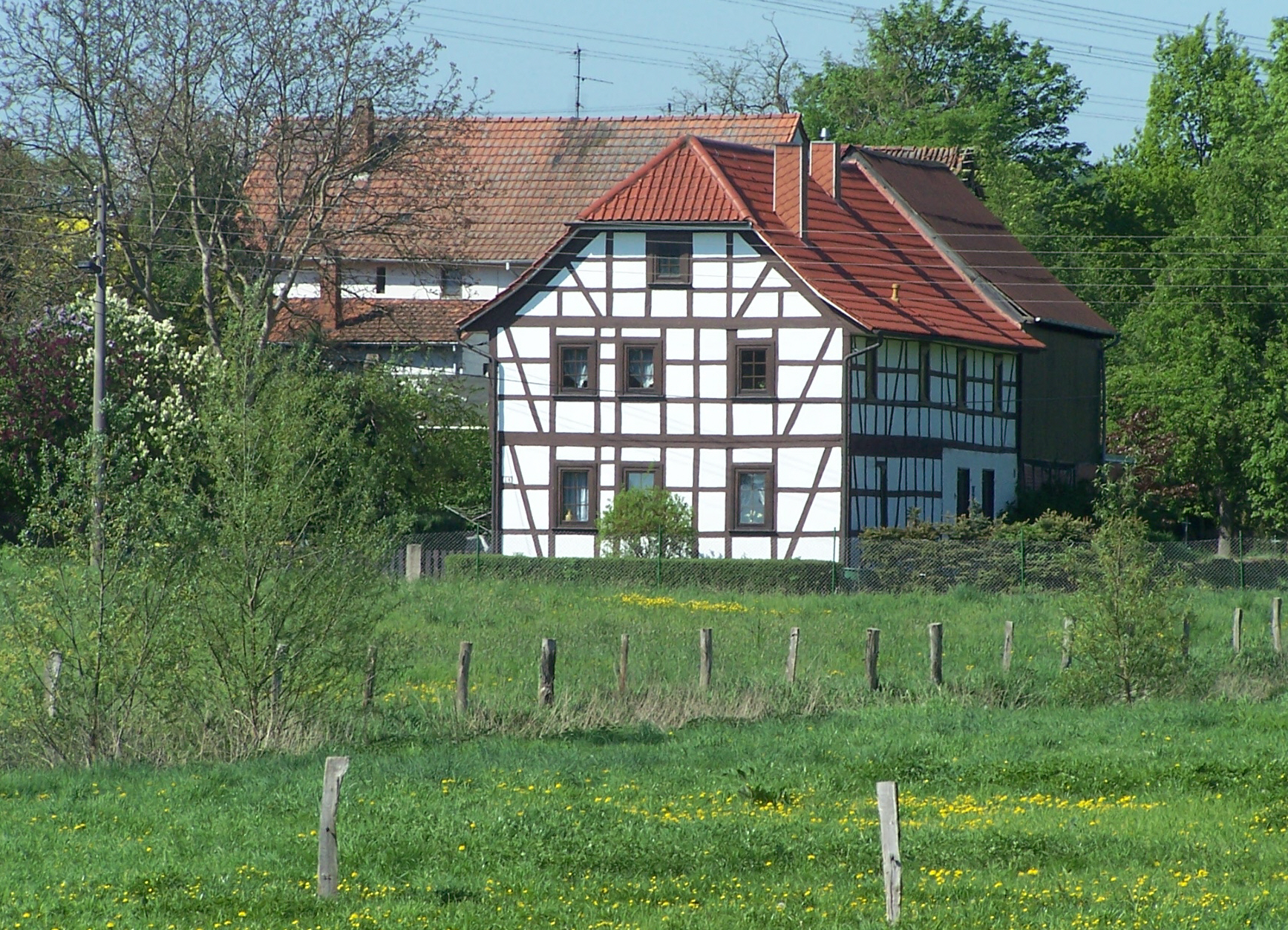
Fachwerkhaus in der Ortslage
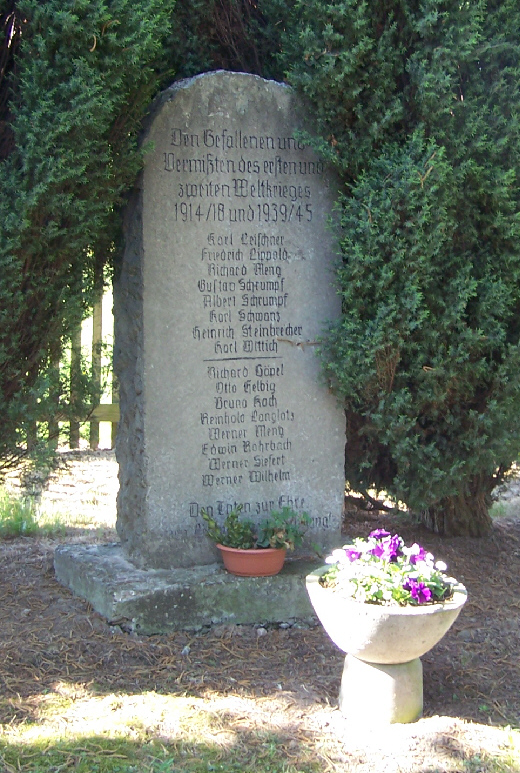
Gedenkstein am Friedhof
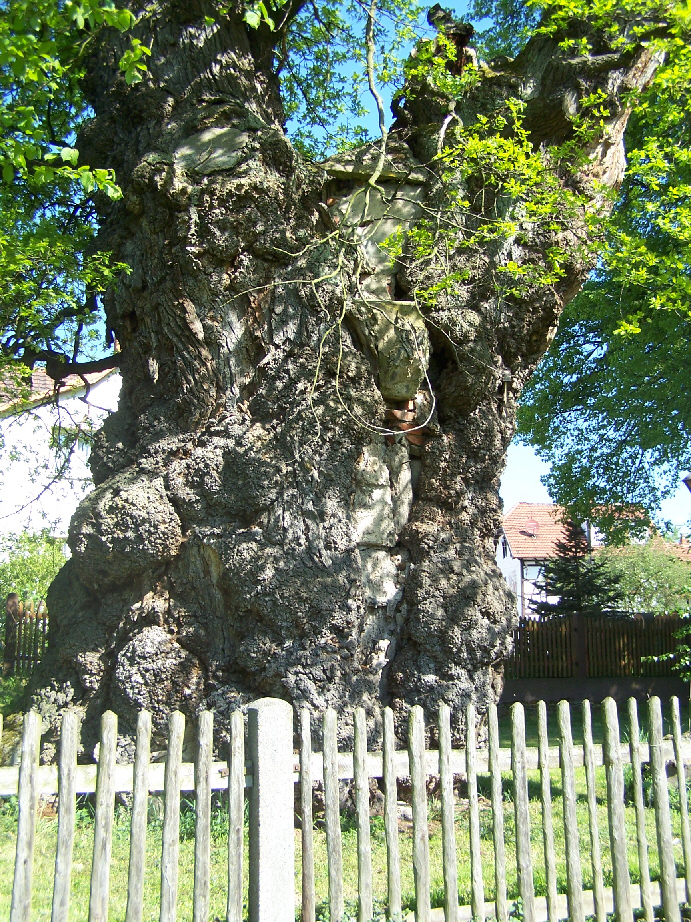
1000-jährige Eiche (2023)

## Verkehr
Durch den Ort führt die Landesstraße L2114 Neukirchen – Berka v.d.Hainich – Mihla. Die im Januar 2010 freigegebene Autobahntrasse der Bundesautobahn 4 – die sogenannte „Hörselbergumfahrung“ führt etwa 1000 m südlich der Ortslage vorbei. Die nächstgelegene Anschlussstelle Eisenach-Ost befindet sich in der Gemarkung Großenlupnitz.